# Josef Wüst

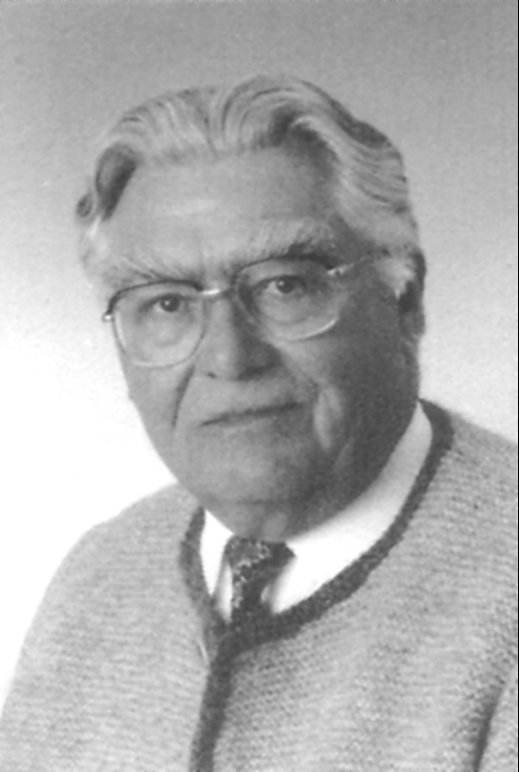
Josef Wüst (1995)

Josef Wüst (* 11. März 1925 in Velika Greda (deutsch Georgshausen), Königreich der Serben, Kroaten und Slowenen; † 19. Februar 2003 Lintsching im Lungau) war ein österreichischer Journalist, Chefredakteur und Zeitungsherausgeber.

## Leben und Wirken
Josef Wüst wurde als drittes Kind der Familie Wüst in Velika Greda geboren und verbrachte seine frühe Jugend sowie die Volksschulzeit mit seinen beiden Geschwistern Franz und Elisabeth auf dem elterlichen Bauernhof. Es folgte die Mittelschule in der nahen Kreis- und Schulstadt Vršac (deutsch Werschetz). In diese Zeit fiel der Balkanfeldzug im damaligen Königreich Jugoslawien. Als Konsequenz des Kriegs wechselte für den jungen Mittelschüler die Unterrichtssprache vom Serbischen zum Deutschen.
Als im Herbst 1944 die Vertreibung Deutscher aus dem serbischen Banat erfolgte, wurde die Familie ihrer Besitztümer enteignet und der Vater ermordet. Während sein Bruder eingerückt war, wurden Schwester und Mutter von Serben interniert. Gemeinsam mit seiner Schulklasse gelang Josef über Budapest und Wien die Flucht nach St. Pölten. In Folge der Flucht erfolgte der Mittelschulabschluss an der Lehrerbildungsanstalt in St. Pölten. Nach Weiterreise geriet er in Tschechien im Mai 1945 zwischen die von Osten und Westen zusammenrückenden Fronten, entkam dem Inferno jedoch knapp. Nachdem er zu diesem Zeitpunkt nichts von der Vertreibung seiner Familie wusste, versuchte er zur Fuß in seine Heimat zurückzukehren. Mehrmals gefangen genommen, aber wieder selbst befreit, gelang es ihm, über die Alpen bis nach Kärnten vorzudringen. Dort erfuhr er, dass zu diesem Zeitpunkt an eine Rückkehr ins Banat nicht mehr zu denken war und er wurde in die Obhut der britischen Armee genommen. Nach der Gefangenschaft begann er als Volksschullehrer in Kärnten zu unterrichten. Zwischenzeitlich waren Mutter und Schwester in Wien angekommen und konnten dank der Flüchtlingshilfe der Caritas den Kontakt mit Josef wiederherstellen.
Um Mutter und Schwester wiederzusehen, zog Josef im November 1945 nach Wien und begann sich seinen Lebensunterhalt als Schuster zu verdienen. Am 6. Oktober 1948 inskribierte er an der Philosophischen Fakultät der Universität Wien. Am 26. September 1950 wechselte er seine Studienausrichtung und studierte fortan Zeitungswissenschaften. Im Rahmen des Studiums erhielt er die Chance, mittels eines Stipendiums ein halbes Jahr in Madrid zu verbringen. Bei der Rückkehr reichte das Geld jedoch nur bis Salzburg. Durch glückliche Umstände fand er in Salzburg die Möglichkeit, bei der amerikanischen Armee zu arbeiten. In dieser Zeit erfolgte auch die Rezeption zu seiner Studenten-Urverbindung K.Ö.H.V. Rheno-Juvavia Salzburg. Zurück in Wien, trat er der Studentenverbindung K.Ö.H.V. Saxo-Bavaria Prag in Wien bei. Am 22. Dezember 1954 promovierte er an der Universität Wien. Das Thema seiner Dissertation lautete: „Die Anfänge des Buchdruckes und des Pressewesens im Banat“.
Nach Abschluss des Studiums arbeitete Wüst als freier Mitarbeiter im Österreichischen Wirtschaftsverlag und Reiseleiter. Im Jahr 1958 erfolgte eine feste Anstellung beim Österreichischen Wirtschaftsverlag, für welchen er bis 1985 unter anderem die Branchenblätter „Sportartikelhandel“, „Tischler“, „Zimmermeister“, „ElektroJournal“, „Fleischerzeitung“ und „KFZ Wirtschaft“ redaktionell leitete.
Am 5. Februar 1951 wurde Josef Wüst von der Wiener Landesregierung die österreichische Staatsbürgerschaft verliehen. Am 13. Juli 1957 heiratete er in Wien seine Frau Helga (geborene Hoch) und zog gemeinsam mit ihr vier Kinder groß.
Josef Wüst war ein Familienmensch, dessen Leidenschaft das Reisen war. Am 19. Februar 2003 starb er in Lintsching, Lungau.

## Ehrungen und Auszeichnungen
- 1981 Ehrenurkunde Schwabenverein Wien für über 25 Jahre Mitgliedschaft in dankbarer Anerkennung
- 1982 Die goldene Ehrennadel der Landesinnung der Steiermark für besondere Verdienste um die steirische Fleischwirtschaft
- 1983 Die bronzene Mitarbeitermedaille für 25-jährige treue Dienstleistung im Österreichischen Wirtschaftsverlag
- 1985 Dankurkunde der Landesinnung Wien der Kraftfahrzeugmechaniker für außerordentliche Verdienste
- 1985 Goldene Ehrennadel der Bundesinnung der Fleischer für hervorragende Verdienste
- 1985 Ehrenzeichen in Silber des Motor Presseklubs Austria
- 1985 Goldene Ehrennadel der KFZ Mechaniker-Innung Niederösterreich für außerordentliche Verdienste
- 1985 Goldenes Verdienstzeichen der Republik Österreich
- 1986 Goldene Ehrennadel der KFZ Mechaniker-Innung Salzburg für außerordentliche Verdienste

## Werke
Das 1991 veröffentlichte Buch „Verlorene Heimat Georgshausen“ von Josef Wüst gibt Auskunft über das Leben in einem kleinen, von Donauschwaben besiedelten Dorf im jugoslawischen Banat. Im März 2008 wurde eine englische Übersetzung des Buchs veröffentlicht.
Ziel der von Dezember 1991 bis November 2002 veröffentlichten Zeitschrift „Unser Dorftrommler“ war es, ehemalige Dorfbewohner sowie deren Nachkommen, mit Geschichten aus dem damaligen Dorfleben und Neuigkeiten aus der Gegenwart zu versorgen.